# Línea 10 (Paraná)
Línea 10 es una línea de transporte urbano de pasajeros de la ciudad de Paraná, Argentina. El servicio está actualmente operado por la empresa Buses Paraná U.T.E. (ERSA Urbano/Transporte Mariano Moreno). Esta línea pertenece al Grupo 1.
Anteriormente el servicio de la línea 10 era prestado por la empresa La Victoria, luego esta fue comprada por la empresa ERSA.

## Historia
Esta línea desde su creación fue la más importante y principal que llegaba a la zona norte de la ciudad, más precisamente a los barrios José Hernández, Hernadarias, Toma Nueva y Toma Vieja por Avda. Blas Parera, hasta la modificación de los recorridos de todas las líneas a mediados de 2018. Esto produjo que su recorrido termine en Casa de Gobierno y sea reemplazada por la línea 1, en toda la zona norte, incluyendo Balneario Thompson dónde se retiró la línea 6. También, en la zona sur extendió su recorrido transitando por Barrio ASSVER y desde enero de 2025, llegando hasta Barrio 170 Viviendas.

## Recorrido
Nuevo recorrido vigente desde 20/01/2025.   Extiende su recorrido por calle Newbery ingresando al Barrio 170 Viviendas (reemplazando a la Línea 8) y retomando el trayecto habitual hacia Barrio Santa Lucía. 
Ramal Único: Barrio Santa Lucía - Casa de Gobierno por Barrio 170 Viviendas 
Ida: Desde Avda. Jorge Newbery y División Los Andes, División Los Andes, Crisólogo Larralde, Priscila Hartman, Gral. Artigas, Avda. Jorge Newbery, paralela anterior a Juan Garrigó, Calle 1652, Calle 1745, Avda. Jorge Newbery, División Los Andes, Miguel David, Avda. Francisco Ramírez, A. Jauretche, Alejo Peyret, Avda. de las Américas, Bvard. Racedo, Gral. Belgrano, Gualeguaychú, Bavio, Italia, Santa Fe, Laprida hasta Córdoba.
Vuelta: Desde Laprida y Córdoba, Córdoba, Libertad, Paraguay, Enrique Carbó, 9 de Julio, Bvard. Racedo, Toribio Ortíz, Alejo Peyret, Avda. Francisco Ramírez, Miguel David, División Los Andes, Avda. Jorge Newbery, paralela anterior a Juan Garrigó, Calle 1652, Calle 1745, Avda. Jorge Newbery, Gral. Artigas, Priscila Hartman, Crisólogo Larralde, División Los Andes hasta Avda. Jorge Newbery.
- Longitud: 17,2km

## Puntos de Interés dentro del recorrido
- Barrio Santa Lucía
- Barrio A.S.S.V.E.R.
- Barrio 170 Viviendas
- cruce Avda. Francisco Ramírez y las vías del ferrocarril
- Barrio Pasteleros
- Barrio Presidente Perón
- Club Atlético Talleres - sede Toribio Ortíz
- Estación de trenes
- Peatonal Gral. San Martín
- sede Recreativo Bochas Club
- Casa de Gobierno

## Paradas
Horarios actualizados a febrero de 2024, Paradas actualizadas a enero de 2025

IDA:
- 01 - División Los Andes y Luis Noaco (B° Santa Lucía)
- 02 - División Los Andes y Crisólogo Larralde
- 03 - Priscila Hartman a metros de Crisólogo Larralde
- 04 - Priscila Hartman pasando Calle 1503
- 05 - Priscila Hartman y Calle 1449
- 06 - Gral. Artigas y Calle 1468
- 07 - Avda. Newbery y Calle 1453 - posible nueva parada
- 08 - Calle paralela a Garrigó entre Calle 1652 y Avda. Newbery - posible nueva parada (Barrio 170 Viviendas)
- 09 - Avda. Newbery y Parque Nacional Perito Moreno
- 10 - Avda. Newbery y Trinidad Rancillac
- 11 - Avda. Newbery y División Los Andes
- 12 - División Los Andes y Dr. Miguel Nessa Boeri
- 13 - División Los Andes y Alfredo Palacios
- 14 - Miguel David y Victorio Camerano
- 15 - Miguel David y Roberto Satler
- 16 - Miguel David y Dr. Lucio D'Agostino (Parroquia Santo Domingo Savio)
- 17 - Avda. Francisco Ramírez y Salvador Calí
- 18 - Avda. Francisco Ramírez y Juan Barbagelata
- 19 - Avda. Francisco Ramírez y Bernardo O'Higgins
- 20 - Avda. Francisco Ramírez al 4000, entre las vías del ferrocarril y Manuel Gálvez
- 21 - Avda. Francisco Ramírez y Granadero Baigorria
- 22 - Avda. Francisco Ramírez y Almte. Cochrane
- 23 - Arturo Jauretche y Leopoldo Marechal
- 24 - Alejo Peyret pasando José Ignacio Rucci
- 25 - Alejo Peyret y Arturo Sampay
- 26 - Alejo Peyret y Edmundo D'Amicis (Escuela Nº 190 "Obispo Gelabert y Crespo")
- 27 - Avda. de las Américas y Luis Pasteur
- 28 - Avda. de las Américas entre Bvard. Racedo y Cruz del Sur
- 29 - Bvard. Racedo y Pte. Juan D. Perón
- 30 - Bvard. Racedo y Pascual Palma
- 31 - Bvard. Racedo y Gral. Belgrano (Estación de Trenes)
- 32 - Gral. Belgrano y Feliciano
- 33 - Gral. Belgrano y Villaguay
- 34 - Gualeguaychú y 9 de Julio
- 35 - Gualeguaychú y Monte Caseros
- 36 - Ernesto Bavio entre Chile y Peatonal Gral. San Martín
- 37 - Italia y España
- 40 - Santa Fe y Cervantes - Casa de Gobierno

VUELTA:
- 01 - Córdoba y Cervantes (Casa de Gobierno)
- 02 - Córdoba entre 25 de Junio y Gral. Urquiza
- 03 - Libertad y Perú
- 04 - Paraguay e Italia
- 05 - Enrique Carbó y Monte Caseros
- 06 - 9 de Julio y Villaguay
- 07 - 9 de Julio y Bvard. Racedo
- 08 - Bvard. Racedo y Gral. Belgrano
- 09 - Bvard. Racedo y Pascual Palma
- 10 - Bvard. Racedo y Pte. Juan D. Perón
- 11 - Toribio Ortiz entre Bvard. Racedo y Cruz del Sur (Club Talleres - sede Toribio Ortíz)
- 12 - Toribio Ortiz y Luis Pasteur
- 13 - Toribio Ortiz y Alejo Peyret
- 14 - Alejo Peyret e Independencia Económica
- 15 - Alejo Peyret y Arturo Jauretche
- 16 - Alejo Peyret y Avda. Francisco Ramírez
- 17 - Avda. Francisco Ramírez y Manuel Gálvez
- 18 - Avda. Francisco Ramírez y Prof. Felquer
- 19 - Avda. Francisco Ramírez y Martín Del Barco Centenera
- 20 - Avda. Francisco Ramírez y Estado de Israel
- 21 - Miguel David y Dr. Lucio D'Agostino
- 22 - Miguel David y Roberto Satler
- 23 - Miguel David y Victorio Camerano
- 24 - División Los Andes y Francisco de Bueno
- 25 - División Los Andes y Alfredo Palacios
- 26 - División Los Andes y Dr. Gesino
- 27 - Avda. Newbery entre Grecia y Dr. Romeo Brollo
- 28 - Avda. Newbery y Parque Nacional Los Alerces
- 29 - Avda. Newbery y Gral. Artigas
- 30 - Avda. Newbery y Calle 1453 - posible nueva parada
- 31 - Calle paralela a Garrigó entre Calle 1652 y Avda. Newbery - posible nueva parada (Barrio 170 Viviendas)
- 32 - Gral. Artigas y Calle 1468
- 33 - Priscila Hartman y Calle 1449
- 34 - Priscila Hartman entre Calle 1503 y Crisólogo Larralde
- 35 - Crisólogo Larralde y División Los Andes
- 36 - División Los Andes y Parque Nacional Pre Delta - B° Santa Lucía

## Combinaciones
- Gualeguaychú y Monte Caseros:
  - Líneas  3
- Bavio y Chile:
  - Líneas  1,  11
- Córdoba y Cervantes:
  - Líneas  1,  11,  14,  24